# Cora van Nieuwenhuizen

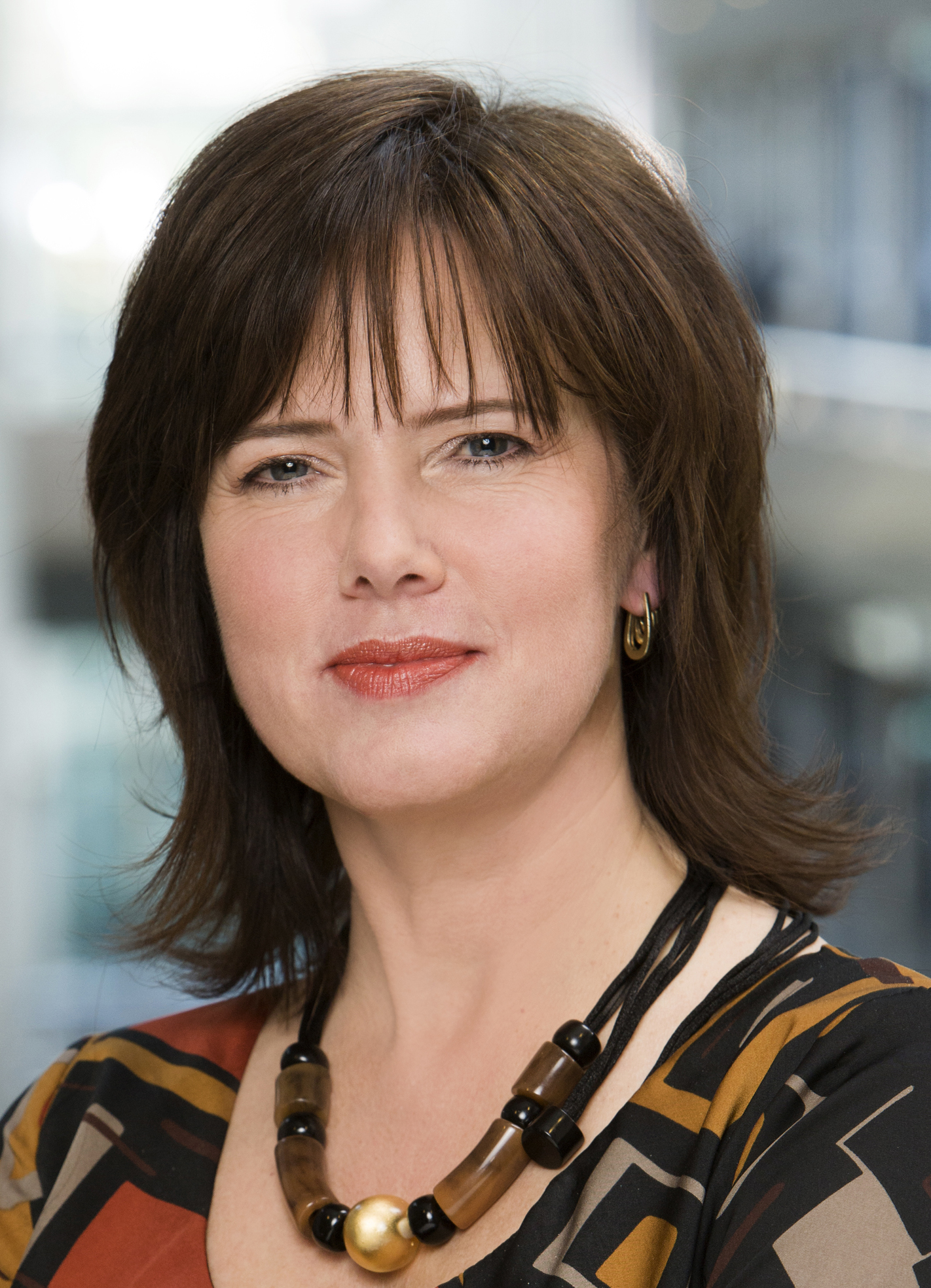
Cora van Nieuwenhuizen (2018)

Cornelia (Cora) van Nieuwenhuizen-Wijbenga (geb. Nieuwenhuizen, * 12. Juni 1963 in Ridderkerk) ist eine niederländische Politikerin der Volkspartij voor Vrijheid en Democratie (VVD), eine rechts-liberale Partei. Von Oktober 2017 bis August 2021 war sie Ministerin für Infrastruktur und Wasserwirtschaft im Kabinett Rutte III, als Nachfolgerin von Parteimitglied Melanie Schultz van Haegen.

## Leben
Van Nieuwenhuizen wurde in einer Familie geboren, die der Niederländisch-reformierte Kirche angehörte. Kurz nach ihrem Geburt siedelte die Familie über nach Nachbarort Slikkerveer (gehört auch zur Gemeinde Ridderkerk), wo sie einige Jahre lebte und wuchs weiter auf in Harderwijk.
Sie studierte Sozialgeografie an der Universität Utrecht und folgte Postgraduale Studien an der Wirtschaftsuniversität Nyenrode in Breukelen sowie an der TIAS School for Business and Society in Tilburg. 
Von 1994 bis 2006 war sie Mitglied des Gemeinderates von Oisterwijk. Von 2003 bis 2007 war sie (auch) Mitglied der Provinciale Staten von Nordbrabant und von 2007 bis 2010 Mitglied der Gedeputeerde Staten derselben Provinz.
Vom 17. Juni 2010 bis 1. Juli 2014 war sie Abgeordnete in der Zweiten Kammer der Generalstaaten. Sie war unter anderem Fraktionssprecherin für Integration, Asylpolitik und Soziales sowie Vorsitzende des Finanzausschusses.
Van Nieuwenhuizen gelang bei der Europawahl in den Niederlanden 2014 der Einzug als Abgeordnete in das Europäische Parlament. Dort war sie stellvertretende Vorsitzende in der Delegation für die Beziehungen zu Indien und Mitglied im Ausschuss für Wirtschaft und Währung. Sie war Abgeordnete bis Oktober 2017.
Am 26. Oktober 2017 wurde van Nieuwenhuizen zur Ministerin für Infrastruktur und Wasserwirtschaft im dritten Kabinett Rutte ernannt. Vom 15. bis 20. Januar war sie nach dem Rücktritt von Eric Wiebes auch kommissarische Ministerin für Wirtschaft und Klima. Am 31. August 2021 trat van Nieuwenhuizen von ihrem Amt als Ministerin zurück, da sie am 1. Oktober ihre Arbeit bei der Vereniging Energie-Nederland, dem Branchenverband der niederländischen Energieunternehmen, aufnehmen würde.

## Privates
Cora van Nieuwenhuizen ist zum zweiten Mal verheiratet und hat vier Kinder. Ihr jetziger Ehegatte ist Bert Wijbenga, Beigeordneter in Rotterdam.
Sie ist ein großer Fußballfan und seit ungefähr 1987 Mitglied des Fanklubs des niederländischen Fußballvereins Feyenoord Rotterdam.